# Датаграма
Дейтаграма (англ. datagram), також датаграма — блок інформації, посланий як пакет мережевого рівня через передавальне середовище без попереднього встановлення з'єднання і створення віртуального каналу. Дейтаграма є одиницею інформації у протоколі (protocol data unit, PDU) для обміну інформацією на мережевому (у разі протоколу IP, IP-дейтаграми) і транспортному (у разі протоколу UDP, UDP-дейтаграми) рівнях еталонної моделі OSI. Назва «дейтаграма» було вибрано за аналогією зі словом телеграма.